# 讓先
讓先，又称定先、授先、受先，是圍棋的一種對弈制度。一般勢均力敵的對手在比賽時，雙方是採分先，亦即執黑子的一方要對執白子的一方貼目（目前各國大多採貼六目半），但在讓先的對弈中，實力稍好的一方執白子，但執黑子的一方不實行貼目，以使比賽更為激烈，也更有利於雙方棋藝的磨鍊，實行讓先的比賽，通常雙方實力雖有差距，但差距不大，如果雙方實力差距更大，則採用讓子制度。一般而言，業餘級數的棋力差距一級時，雙方常會採用讓先對弈。